# Nhặng đen
Nhặng đen (Danh pháp khoa học: Phormia regina) là một loài ruồi nhặng trong họ Calliphoridae. 

## Đặc điểm
Chúng phổ biến trên khắp nước Mỹ chúng thường phát triển mạnh vào những tháng mùa xuân ấm áp, nhưng lại thường xuyên xuất hiện vào những ngày ấm trong mùa đông. Con trưởng thành có màu xanh sẫm bạc. Chúng thường đẻ trứng lên trên các chất như: thịt, rác, hay rìa các vết thương của các động vật sống. vòng đời khoảng 10 đến 23 ngày phát triển từ trứng tới con trưởng thành.
Loài nhặng này có vòng đời tương đối ngắn, chỉ mất khoảng 9 đến 21 ngày để phát triển từ trứng đến trưởng thành. Chúng đẻ trứng lên trên xác dộng vật thối rữa hay trên các chất hỗn hợp giữa các loại rau quả hay xác động vật thối rữa. ấu trùng sống trên các chất này khoảng 2 đến 10 ngày và sau đó chúng chui xuống đất và phát triển thành nhộng Giai đoạn nhộng của những loài ruồi này thường trải qua mùa đông ở dưới đất.